# Red Roundtree
Luther (Red) Roundtree (Mount Pleasant (Texas), 4 augustus 1905 - 30 april 1990) was een Amerikaanse banjospeler. Hij speelde op een plectrumbanjo. 
Met banjospeler Dick Roberts richtte hij in 1951 The Banjo Kings op, een banjoband die jazzmuziek speelde. De band werd in 1960 opgeheven.